# دافيدي بيتروتشي
دافيدي بيتروتشي (بالإيطالية: Davide Petrucci)‏ (5 أكتوبر 1991 بروما في إيطاليا - ) هو لاعب كرة قدم إيطالي في مركز الوسط. شارك مع منتخب إيطاليا تحت 16 سنة لكرة القدم ومنتخب إيطاليا تحت 17 سنة لكرة القدم ومنتخب إيطاليا تحت 19 سنة لكرة القدم ومنتخب إيطاليا تحت 21 سنة لكرة القدم. أما مع النوادي، فقد لعب مع تشارلتون أثلتيك ورويال أنتويرب وسي إف آر كلوج ومانشستر يونايتد ونادي بيتربورو يونايتد.

## وصلات خارجية
- دافيدي بيتروتشي على موقع الاتحاد الأوربي (الإنجليزية)
- دافيدي بيتروتشي على موقع اتحاد تركيا (لاعب) (الإنجليزية)
- دافيدي بيتروتشي على موقع قاعدة بيانات كرة القدم.إي يو (الإنجليزية)
- دافيدي بيتروتشي على موقع Soccerbase.com (لاعب) (الإنجليزية)
- دافيدي بيتروتشي على موقع Soccerway.com (الإنجليزية)
- دافيدي بيتروتشي على موقع عالم كرة القدم.نت (الإنجليزية)